# Hippasa haryanensis
Hippasa haryanensis là một loài nhện trong họ Lycosidae.
Loài này thuộc chi Hippasa. Hippasa haryanensis được Arora & Monga miêu tả năm 1994.